# Lidya Tafesse Abebe
Lidya Tafesse Abebe (* 30. April 1980 in Jimma) ist eine äthiopische Fußballschiedsrichterin.

## Leben
Als junge Frau spielte Lidya Tafesse Abebe Basketball und für sieben Jahre auch Fußball in einem Verein. Ermutigt von einem Lehrer, entwickelte sie früh ein Interesse, Schiedsrichterin zu werden. Ihre erste Begegnung, ein Fußballspiel für Männer, leitete sie im Jahr 2000 (1992 nach dem äthiopischem Kalender) in Mek’ele. Nach Beendigung der Highschool zog sie nach Addis Abeba, wo sie ihr Studium der Pharmazie mit einem Diplom abschloss.
Sie verfolgte weiterhin ihr Ziel, Schiedsrichterin auf hohem Level zu werden und begann allmählich, Partien in der Ethiopian Premier League (sowohl der Männer als auch der Frauen) zu leiten. Im Jahr 2005 war sie die erste äthiopische Fußballschiedsrichterin, die ein Länderspiel im Ausland pfiff. 2012 nahm sie erstmals am Afrika-Cup der Frauen teil. 2014, beim Africa-Cup in Namibia, wurde ihr das als brisant geltende Halbfinalspiel zwischen Kamerun und der Elfenbeinküste in Windhoek anvertraut. 2016 in Kamerun und 2018 in Ghana war sie erneut beim Africa Cup tätig und leitete wieder Spiele im Halbfinale.
2015 lud die FIFA sie zur Fußball-WM der Frauen nach Kanada ein, wo sie als Vierte Offizielle eingesetzt wurde. Tafesse Abebe war Schiedsrichterin beim Algarve-Cup 2018 und 2019. Nominiert wurde sie 2018 auch für die U-20-WM der Frauen in Frankreich, wo sie unter anderem das Vorrundenspiel zwischen Deutschland und Haiti (3:2) leitete. Bei der Fußball-WM der Frauen 2019 gehörte sie erneut zum Team der Spieloffiziellen.
Am 19. November 2021 leitete Abebe zusammen mit ihren Assistentinnen Mimisen Iyorhe und Queency Victoire das Finale der CAF Women’s Champions League 2021 zwischen Hasaacas Ladies und Mamelodi Sundowns Ladies (0:2).
Lidya Tafesse Abebe hat mehrfach darüber berichtet, dass es zeitweise eine große Herausforderung war, als Frau Fußballspiele zu leiten. Als sie damit begann, gab es kaum Schiedsrichterinnen. Ihr Beispiel ermutigte andere Frauen, in ihre Fußstapfen zu treten. 2017 erhielt sie von der „Association of Women in Business“ (AWiB) in Äthiopien die Auszeichnung „Women of Excellence“.
Zudem wurde sie als Videoschiedsrichterin für die U-17-Weltmeisterschaft 2022 in Indien nominiert.